# Avalon (película de 1990)
Avalon es una película dramática de 1990 escrita y dirigida por Barry Levinson y protagonizado por Armin Mueller-Stahl, Aidan Quinn, Elizabeth Perkins, Joan Plowright y Elijah Wood. Fue la tercera película semiautobiográfica de la tetralogía de las "películas de Baltimore films" durante la década de los 40, 50 y 60: Diner (1982), Tin Men (1987) y Liberty Heights (1999). El film explora los temas de la asimilación judía en la vida estadounidense, a través de diferentes generaciones de una familia de inmigrantes polaca.
La película fue alabada por la crítica y fue nominada a cuatro Premios Óscar y tres Globos de Oro.

## Argumento
Avalon cuenta la historia de Sam Krichinsky, un joven judío procedente de Polonia que llega en 1914 a Avalon, un barrio de la ciudad de Baltimore (Maryland), en busca de una vida mejor. Una vez instalados allí, el protagonista y todos sus hermanos lograron tener una vida estable. Todos se casaron, encontraron un empleo y tuvieron varios hijos. La película narra las complicadas historias de los inmigrantes que llegaban a Estados Unidos a principios del siglo XX sin ningún recurso, en busca de trabajo y de una vida más digna. Muchas familias, como la Krichinsky, conseguían sobrevivir a la evolución y los cambios que vivió el país y sus ciudadanos.

## Reparto
- Armin Mueller-Stahl - Sam Krichinsky
- Michael Krauss - joven Sam
- Aidan Quinn - Jules Kaye
- Kevin Blum - joven Jules
- Elizabeth Perkins - Ann Kaye
- Joan Plowright - Eva Krichinsky
- Dawne Hindle - joven Eva
- Leo Fuchs - Hymie Krichinsky
- Bernard Hiller - joven Bernard
- Lou Jacobi - Gabriel Krichinsky
- Michael Edelstein - joven Gabriel
- Eve Gordon - Dottie Kirk
- Kevin Pollak - Izzy Kirk
- Israel Rubinek - Nathan Krichinsky
- Brian Shait - joven Nathan
- Elijah Wood - Michael Kaye
- Tom Wood - Michael Kaye adulto
- Grant Gelt - Teddy Kirk
- Mindy Loren Isenstein - Mindy Kirk
- Curtis Carnathan - Alexander Kaye
- Shifra Lerer - Nellie Krichinsky
- Christine Mosere - joven Nellie
- Mina Bern - Alice Krichinsky
- Anna Bergman - joven Alice
- Frania Rubinek - Faye Krichinsky
- Mary Lechter - joven Faye
- Ronald Guttman - Simka
- Herb Levinson - Rabbi Krauss